# Capgrossos del Xerrac
Els Capgrossos del Xerrac són unes figures vinculades al barri del Guinardó, actualment custodiades i portades pel taller d'expressió i arts plàstiques Xerrac. És una comparsa formada per tretze capgrossos d'origen i figuració ben diferent.
El gruix de capgrossos de la colla foren construïts a la segona meitat de la dècada dels vuitanta en ocasions diferents, per aportar més moviment a les festes i donar l'oportunitat de participar-hi als més petits del barri. En uns quants anys, van veure la llum en Piula, en Fumets, la Bruixa, la Tardor, en Jaumet, en Roca i la Custòdia. Aquestes dues últimes peces eren inicialment del Districte d'Horta Guinardó i van ser fetes per Xavier Jansana. Representen dos líders veïnals: la Custòdia Moreno del Carmel i l'Antoni Roca del Guinardó.
El 1992, amb motiu dels Jocs Olímpics de Barcelona, va ser un any molt productiu per a la imatgeria festiva del Guinardó. Fou llavors que s'estrenaren el Dimoni, el Lloro, el Sol, la Lluna i l'Astròleg, fets expressament per participar en la inauguració dels Jocs Paralímpics.
Per la manera com s'impliquen en les festes del barri, els capgrossos del Xerrac són uns personatges molt entranyables, que en totes les eixides es barregen i juguen amb els nens i nenes del públic. Per la mida i el pes de les figures, poden ser portats tant per grans com per petits.